# Stuart MacKenzie

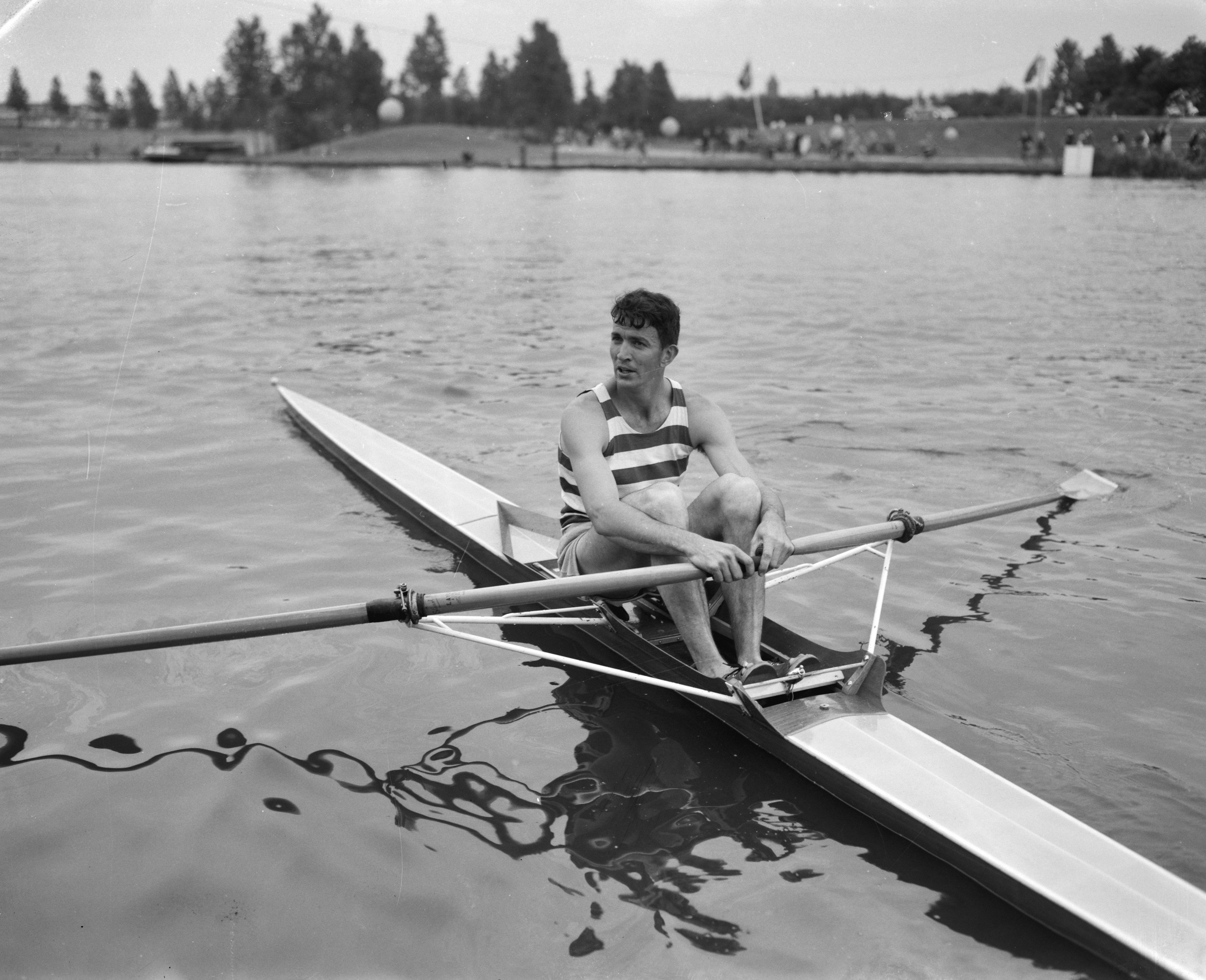
Stuart MacKenzie beim Hollandia-Pokalrennen auf der Bosbaan bei Amstelveen und Amsterdam im Jahr 1961

Stuart Alexander MacKenzie (* 5. April 1937 in New South Wales; † 20. Oktober 2020 in Taunton, England) war ein australischer Ruderer, der zweimal Europameister im Einer war.

## Sportliche Karriere
Vor den Olympischen Spielen 1956 in Melbourne verdrängte MacKenzie im Einer den fast zwanzig Jahre älteren Mervyn Wood und wurde für die australische Olympiamannschaft nominiert. Für das olympische Einerfinale qualifizierten sich nur vier Ruderer: Aus dem ersten Halbfinale der erst 18 Jahre alte Wjatscheslaw Iwanow aus der Sowjetunion und der Pole Teodor Kocerka, aus dem zweiten Halbfinale der US-Ruderer John B. Kelly junior und Stuart MacKenzie. Das Finale gewann Iwanow mit über fünf Sekunden Vorsprung auf MacKenzie, der wiederum vier Sekunden vor Kelly ins Ziel kam.
Da Ruder-Weltmeisterschaften erst 1962 eingeführt und danach bis 1974 nur im vierjährigen Turnus ausgetragen wurden, waren Ruderer aus Übersee bis dahin auch bei Ruder-Europameisterschaften zugelassen. Stuart MacKenzie gewann  1957 und 1958 jeweils vor dem Deutschen Klaus von Fersen und Wjatscheslaw Iwanow. Von 1957 bis 1962 siegte MacKenzie sechsmal in Folge bei den Diamond Sculls, dem Einer-Wettbewerb der Henley Royal Regatta, 1959 siegte er sowohl im Einer als auch im Doppelzweier. 1958 gewann MacKenzie im Einer auch bei den British Empire and Commonwealth Games. Gegen Ende seiner Karriere startete MacKenzie nicht mehr für Australien, sondern für das Vereinigte Königreich, bei den Weltmeisterschaften 1962 gewann er als Brite im Einer Silber hinter Wjatscheslaw Iwanow.